# Kasimir von Lütgendorf
Kasimir von Lütgendorf (Graz, dicembre 1862 – Graz, 28 luglio 1958) è stato un generale austro-ungarico.

## Biografia
Figlio dell'omonimo maggiore, membro della nobile famiglia dei Lütgendorf, si è diplomato al liceo militare di Weibkirchen in Moravia. Dal 1880 ha frequentato l'accademia militare Teresiana nel castello di Wiener Neustadt
Il maresciallo tenente Lütgendorf comandò all'inizio della guerra, la settima divisione di fanteria nella campagna serba, da settembre a ottobre 1914 anche un gruppo di corpi separati . Era militarmente responsabile della contea di Sirmi, dove nelle prime due settimane di guerra 3500 civili serbi furono sommariamente giustiziati come ordinato dal capo di stato maggiore dell'esercito il generale Franz Conrad von Hötzendorf:
Il 17 agosto 1914 fu autore del massacro di Šabac, nella città serba di Šabac furono trucidate su ordine di Lütgendorf 120 abitanti, per lo più donne, bambini e anziani, che erano stati precedentemente rinchiusi in chiesa, per essere poi fucilati e finiti a colpi di baionetta dalle truppe austriache nel giardino della chiesa.
Nell'ottobre del 1914 Lütgendorf ha assunto il comando della 31ª divisione di fanteria al posto di Giuseppe Augusto d'Asburgo-Lorena sul fronte russo ed insieme ad Eduard von Böhm-Ermolli fu coinvolto nella battaglia di Galizia nell'offensiva di Gorlice-Tarnów.
Nel maggio del 1916 diressi il XXI corpo d'armata nell'infruttuosa battaglia degli Altipiani. Nell'ottobre del 1916 il suo corpo d’armata fu trasferito alla campagna di Romania.
Nell'agosto del 1917 fu promosso a Generale della fanteria. Nell'ultimo anno di guerra Lütgendorf e il XXI. Corpo d’Armata furono spostati sul fronte italiano.
Dopo la guerra, fu messo in pensione all'inizio del 1919.
Il trattato di Saint-Germain nella parte VII art. 173 - 174 e 175 prevedeva il diritto delle potenze alleate e associate di portare davanti ai tribunali militari le persone accusate di aver commesso crimini di guerra e tuttavia Lütgendorf pur comparendo nell'elenco dei criminali di guerra che sarebbero dovuti essere consegnato dall'Austria, come accadde per la Germania non c'è stata alcuna estradizione.
Nel giugno 1920 fu accusato dalla Procura della Repubblica di Vienna, non a causa del massacro di Šabac, ma a causa dell'esecuzione di tre soldati austroungarici che erano stati passati per le armi in quanto durante il massacro dei civili serbi a Sabac si erano allontanati dal luogo dell’esecuzione ed erano stati trovati ubriachi.
Lütgendorf fu alla fine condannato alla fine del processo solo a sei mesi di arresto.
Il ministro della difesa della seconda repubblica austriaca Karl Lütgendorf era suo nipote.
Si spense all'età di 95 anni nel 1958.